# Indo-arieni
Indo-arienii cuprind o mare varietate de popoare care au în comun ramura indo-ariană (indică) a familiei de limbi indo-europene și indo-iraniene.